# Пламя дружбы (обелиск)
Пламя Дружбы — обелиск в городе Хетштедте, посвящённый подключению прокатного стана и металлургического завода в Хетштедте к советскому газопроводу.

## История
Открыт 3 октября 1974 года. Посвящён подключению прокатного стана и металлургического завода в Хеттштедте к советскому газопроводу.
За художественное оформление отвечал скульптор Отто Лейбе из города Галле, который также создал гипсовую модель памятника.
Чаша была отлита 7 июля 1974 года на станочном предприятии «Эрнст Тельман».
Внесён как памятник архитектуры в реестр памятников земли Саксония-Анхальт под регистрационным номером 094 65015 000 000 000 000.

## Характеристика
Представляет собой обелиск высотой 15 метров. Бетонное основание и звездообразная опора, облицованные полированным натуральным камнем порфиром, имеют высоту 10,5 метров. Опора весит 6 тонн. Чаша диаметром 3 метра и высотой 1 метр весит 7 тонн. Стилизованное пламя высотой 4,5 метра изготовлено из медного листа Мансфельда.